# Evgheni Gușan
Evgheni Viktorovici Gușan (sau Eugeniu Gușan; în rusă Евгений Викторович Гушан; n. 26 iulie 1988, Tiraspol, RSS Moldovenească, URSS) este un politician și afacerist transnistrean, deputat în Sovietul Suprem al RMN din 2015. A fost deputat în Consiliul orășenesc Tiraspol între 2012 și 2015.

## Biografie
Evgheni Gușan s-a născut la 26 iulie 1988 în Tiraspol, fiind fiul lui Victor Gușan, cofondatorul holdingului⁠(d) „Sheriff”.
A absolvit Liceul Teoretic din Tiraspol, apoi a urmat cursurile Institutului de Antreprenoriat și Drept din Moscova, pe care l-a finalizat în 2010, specializându-se în jurisprudență. 
În 2008 și-a început activitatea profesională ca director al magazinului „Akkord”, parte a holdingului „Sheriff”. În 2009 a devenit angajat al departamentului economic al „Sheriff”. În martie 2011 a fost numit asistent al directorului general al „Sheriff”, iar în aprilie 2012 a devenit director general adjunct pentru dezvoltare. 
La alegerile suplimentare din 8 octombrie 2012 a fost ales deputat în Consiliul orășenesc Tiraspol. 
În cadrul alegerilor pentru Sovietul Suprem al RMN din 2015, a candidat din partea partidului „Obnovlenie” în circumscripția 35 și a fost ales deputat la vârsta de 27 de ani, devenind cel mai tânăr membru al parlamentului. A fost membru al Comitetului pentru organizații publice, sport, politică informațională și de tineret. 
În 2020, Evgheni Gușan a fost reales în parlamentul transnistrean în circumscripția nr. 27 („Partizanski”), unde a fost singurul candidat. A devenit membru al Comitetului pentru legislație, organe de drept, apărare, securitate, activități de menținere a păcii, protecția drepturilor și libertăților cetățenilor. 
Evgheni Gușan deține compania „Universal Trade”, care are în proprietate întreprinderea „Moldavizolit” din Tiraspol. 

## Viață personală
Soția sa, Ekaterina Alexandrovna Gușan (n. 1988), a absolvit Universitatea de Stat „Taras Șevcenko” din Transnistria. Împreună au o fiică, Stefania Evghenievna Gușan (n. 2012). 